# Juan Jacinto Muñoz Rengel

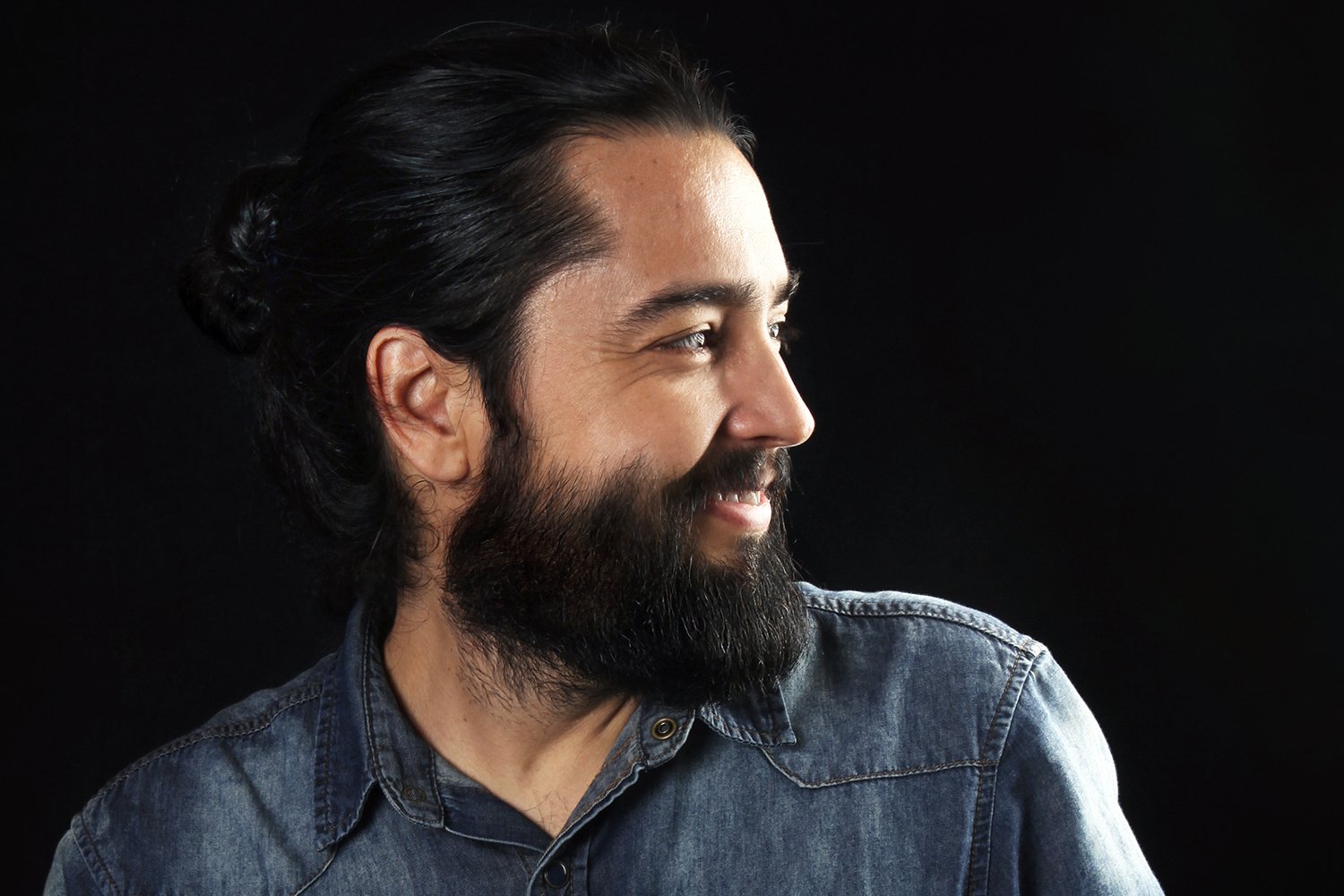
Juan Jacinto Muñoz Rengel

Juan Jacinto Muñoz Rengel (* 16. Januar 1974 in Málaga, Andalusien) ist ein spanischer Schriftsteller.

## Biografie
Muñoz Rengel studierte Philosophie. Er unterrichtet an der Escuela de Escritura de Imaginadores in Madrid spanische Literatur und Creative Writing und schreibt phantastische Romane und Erzählungen. Für seine Arbeiten erhielt er zahlreiche Auszeichnungen.
Der Hypochondrische Mörder (El asesino hipocondríaco) ist ein Bestseller in Spanien. 2012 sind die Publikationsrechte für den Roman in über 10 Länder verkauft, unter anderem Frankreich, Finnland, Italien, Mexiko, Kanada, Türkei, Argentinien, Uruguay, Chile und arabische Länder.

## Werke
- El asesino hipocondríaco. (Roman), Penguin Random House, 2012, ISBN 978-84-01-35225-6.
- De mecánica y alquimia. (Erzählungen), Salto de Página, 2009, ISBN 978-84-936354-9-7.
- 88 Mill Lane. (Erzählungen), Alhulia, 2005, ISBN 978-84-96083-85-1.
- Perturbaciones. (Anthologie phantastischer Erzählungen; Muñoz Rengel Hrsg. und Prolog), Salto de Página, 2009, ISBN 978-84-936354-6-6.
- Ficción sur. (Anthologie; Muñoz Rengel Hrsg. und Prolog), Traspiés, 2008, ISBN 978-84-935427-6-4.

## Auszeichnungen
- Premio Julio Cortázar 2007 (Kuba)
- Finalist um den Premio Clarín Alfaguara 2009[1] (Argentinien)
- Premio Ignotus Beste Kurzgeschichten-Sammlungdas 2010[2] (Spanien)
- Xatafi Phantastik Preis Beste Kurzgeschichte 2010 (Spanien)
- Finalist um den Premio Setenil das beste Buch der Geschichten 2010[3] (Spanien)
- Finalist um den Prix Festival du premier roman de Chambéry-Savoie 2012 (Frankreich)